# Локбатан
Локбата́н (азерб. Lökbatan) — посёлок городского типа в Азербайджане, административный центр Гарадагского района города Баку.

## География
Посёлок расположен в Гобустане, на краю железной дороги Баку—Алят. Недалеко от посёлка расположен одноимённый грязевой вулкан, внесённый в предварительный список объектов всемирного наследия ЮНЕСКО.

## Происхождение названия
Заложенный в 1932 году посёлок для рабочих-нефтяников получил название расположенного поблизости грязевого вулкана Локбатан.

## История
Возник в начале XX века в связи с развитием добычи нефти. Постоянно разрастался и менял облик.
В 1934 году из скважины № 45 на Локбатанском участке забил один из сильнейших нефтяных фонтанов в мире. Суточная добыча нефти из этой скважины достигала 20 тысяч тонн.
В советские годы в посёлке был расположен машиностроительный завод, нефтегазодобывающее управление «Карадагнефть», 3 средние и 1 восьмилетняя школа, дом культуры, библиотека, техническое училище, вечерний филиал Бакинского нефтяного техникума, дом пионеров и т.д.
В честь посёлка назван теплоход — танкер, построенный в 1930 году. (Судно «Лок-Батан»)
С 2018 года в Локбатане действует сухой порт «Логистический Центр Апшерон».

## Население
По данным всесоюзной переписи населения 1989 года в посёлке Локбатан проживало 23365 человек.